# Åmøy

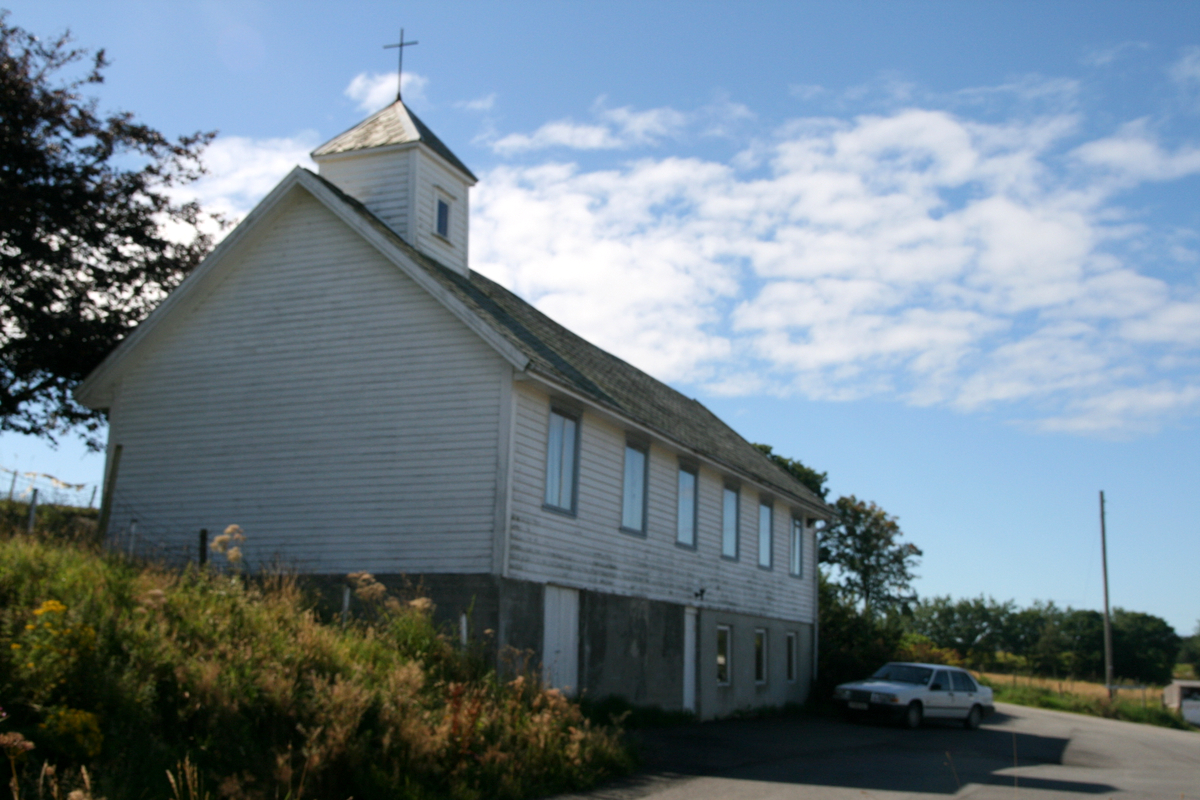
Kapelle in Vestre Åmøy, 2008

Åmøy ist eine zu Stavanger gehörende Insel an der Einmündung des Åmøyfjords in den Byfjord in der norwegischen Provinz Rogaland.

## Geographie
Die Insel liegt auf der Ostseite des Byfjords und ist von weiteren Inseln umgeben. Westlich liegen Line, Bru und Sokn, nordwestlich Mosterøy, nördlich Rennesøy, östlich Sør-Hidle und südlich Hundvåg. Darüber hinaus bestehen in der Umgebung diverse kleinere Inseln wie Kobbholmen, Grønland, Hegrabergholmen und Lineholmen am westlichen Ende, Espholmen und Rossholmen im Norden, Kjeøy im Osten und Vågholmen und Storholmen im Süden.
Åmøy erstreckt sich mit einer Fläche von 5,3 km² lang gezogen in West-Ost-Richtung über etwa 5,4 Kilometer bei einer Breite von bis zu etwa 2,1 Kilometern, wobei die schmalste Stelle nur 0,3 Kilometer beträgt. Die höchste Erhebung ist der Hegrabergfjellet im Westen der Insel mit 80,5 Metern.
Es bestehen mehrere Buchten. Die nördliche Uferlinie ist von der Torsteinvika geprägt. Dort besteht außerdem die Rossnesvika. An der Ostspitze befindet sich die Fuglevika und auf der Südseite Litlevåg, Storevåg und die Saltvika. An der Westspitze liegt die Sandvika.
Auf Åmøy leben 629 Menschen (Stand 2022). Im Westen liegt Vestre Åmøy im Osten Austre Åmøy. Darüber hinaus bestehen diverse Höfe und Weiler. Åmøy ist an der Westspitze über die Brücke Åmøybrua von Sokn her an das Straßennetz angeschlossen.

## Geschichte
Vor der letzten Eiszeit bestand die Insel aus zwei Inseln, einer westlichen und einer östlichen. Seitdem sind die Inseln durch einen schmalen Landstreifen miteinander verbunden.
Åmøy ist reich an prähistorischen Zeugnissen und trug zeitweise den Beinamen „Die Sagainsel“. 1940 fanden Ausgrabungen bei Øygarden statt, bei denen ein ringförmiger Hof gefunden wurde, der als Bauernhof, aber auch als Gerichtsgebäude interpretiert wurde.
Bis 2020 gehörte der westliche Teil der Insel zur Gemeinde Rennesøy, während der Ostteil zur Stadt Stavanger gehörte. Seit der dann erfolgten Eingemeindung Rennesøys nach Stavanger, gehört nun die ganze Insel zur Stadt.

## Kulturdenkmale
Bekannt ist Åmøy für diverse hier befindliche Petroglyphen, wie die Felsritzungen von Austre Åmøy. Ihr reiches Vorhandensein wird dahingehend gedeutet, dass Åmøy als ein religiöses Zentrum der Region fungierte. Darüber hinaus bestehen mehrere Bautasteine, wie der Bautastein von Hegreberg, die Pigghedlene und der Bautastein von Varaberg.
In Vestre Åmøy befindet sich eine Kapelle.